# دينار تونسي
الدينار التونسي هو العملة الرسمية للجمهورية التونسية ويصدره البنك المركزي التونسي. تم اعتماده منذ الأول من نوفمبر 1958 تبعا لأحكام القانون 109-58 الصادر في 18 أكتوبر 1958 وذلك تعويضا للفرنك التونسي الذي كان عملة البلاد منذ الأول من جويلية 1891.
ينقسم الدينار التونسي إلى ألف مليم وقدّرت قيمته عند إصداره ب 2,115880 غراما من الذهب الخالص.

## التاريخ
اسمها مشتق من كلمة ديناروس اللاتينية والتي تعني العملة الذهبية والتي صممت في الأصل عملة رومانية، بقيمة عشرة ارسالا ساحقا، والتي تستخدم كمكافئ للعملة الصلبة (العملة البيزنطية التي يعرفها العرب قبل مجيء الإسلام). بعد فتح سوريا، يواصل العرب، الذين لا يملكون أموالهم الخاصة، استخدام البيزنطية الصلبة في معاملاتهم التجارية. في وقت لاحق، ضربوا التقليد. فقط في عهد الخليفة الأموي عبد الملك، في عام 77 من الهجري (696-697) ، ضربوا أخيرًا الدينار الأول. هو ثم كتابي وقمع أي تمثيل مجازي.

## أنواع القطع والأوراق النقدية

### القطع النقدية
في عام 1960 ، تم إدخال أجزاء من الألومنيوم من 1 و 2 و 5 مليمترات وقطع نحاس من 10 و 20 و 50 و 100 مليمتر. القطع من 1 و 2 مليمترات تسقط، في وقت لاحق، قيد الاستخدام. في عام 1968 ، تم إدخال عملة نيكل بقيمة ½ دينار واستبدالها بنسق أصغر، في cupronickel ، في عام 1976. تم إصدار عملة فضية بقيمة 1 دينار في عام 1970 لمدة 25 عامًا من عمر المنظمة، تم تخزينها بسرعة. تم تقديم سلسلة من 5 عملات فضية دنانير من عام 1976 ، تذكارية بشكل أساسي، ثم تم سحبها من التداول.
|  | 1 مليم | 1960 |
|  | 2 مليم | 1960 |
|  | 5 مليم | 1960 |

في عام 2002 ، تم تقديم 5 عملات معدنية جديدة تمزج بين معدنين. في عام 2013 ، أصدر البنك المركزي عملتين جديدتين مع شريحة ثلاثية الأضلاع، واحدة من 200 مليم وواحد من 2 دينار 2. تحمل العملات المختلفة التي صدرت منذ عام 1960 وما زالت متداولة القيم التالية:
|  | 10 مليم               | 1960 |
|  | 20 مليم               | 1960 |
|  | 50 مليم               | 1960 |
|  | 100 مليم              | 1960 |
|  | 200 مليم              | 2013 |
|  | نصف دينار (500 مليم)  | 1968 |
|  | 1 دينار (1000 مليم)   | 1970 |
|  | 2 ديناران (2000 مليم) | 2013 |
|  | 5 دنانير (5000 مليم)  | 2002 |

### الأوراق النقدية
جميع الأوراق المالية الصادرة بين عامي 1958 والإصلاحات النقدية الأخيرة لعامي 2013 و 2017 ، لم تعد صالحة وبالتالي ليست لها قيمة صرف، ليتم استبدالها في عدادات البنك المركزي التونسي. نجد سلسلة الملاحظات التالية 3 ، 1:
- ar دينار (سلسلة 1958 و 1965 و 1973)
- 1 دينار (1958-1980)
- 5 دنانير جسر القوس / بورقيبة (1958 -؟)
- 5 دنانير بنفسجية بورقيبة (1983-1986)
- 10 دنانير بورقيبة (سلسلة 1965 و 1973 و 1983)
- 10 دنانير ابن خلدون (1992-1997)
- 20 دينار جام / المنستير (سلسلة 1980)
- 20 دينار صفاقس (مسلسل 1983)

| أوراق نقدية منذ 1987 | أوراق نقدية منذ 1987 | أوراق نقدية منذ 1987 | أوراق نقدية منذ 1987 | أوراق نقدية منذ 1987 |
| الصورة               | الصورة               | القيمة               | اللون                | فترة الاستعمال       |
| وجه الورقة           | ظهر الورقة           | القيمة               | اللون                | فترة الاستعمال       |
| -------------------- | -------------------- | -------------------- | -------------------- | -------------------- |
|                      |                      | 5 دنانير             | أخضر                 | 1993-2013            |
|                      |                      | 10 دنانير            | أزرق                 | 1994-2005            |
|                      |                      | 5 دنانير             | أخضر                 | 2013-                |
|                      |                      | 5 دنانير             | أخضر                 | 2022-                |
|                      |                      | 10 دنانير            | أزرق                 | 2005-2013            |
|                      |                      | 10 دنانير            | أزرق                 | 2013-                |
|                      |                      | 10 دنانير            | أزرق                 | 2020-                |
|                      |                      | 20 دينار             | وردي                 | 1992-2011            |
|                      |                      | 20 دينار             | وردي                 | 2011-2017            |
|                      |                      | 20 دينار             | أحمر                 | 2017-                |
|                      |                      | 30 دينار             | برتقالي              | 1997-2013            |
|                      |                      | 50 دينار             | أخضر                 | 2009-2011            |
|                      |                      | 50 دينار             | أخضر                 | 2011-2022            |
|                      |                      | 50 دينار             | بني                  | 2022-                |

## وصلات خارجية
- البنك المركزي التونسي نسخة محفوظة 1 يوليو 2010 على موقع واي باك مشين.